# Heihu
Heihu (kinesiska: 黑虎乡, 黑虎) är en socken i Kina. Den ligger i provinsen Sichuan, i den sydvästra delen av landet, omkring 130 kilometer norr om provinshuvudstaden Chengdu. Antalet invånare är 2 222. Befolkningen består av 1 091 kvinnor och 1 131 män. Barn under 15 år utgör 23,0 %, vuxna 15-64 år 67 %, och äldre över 65 år 8,0 %.
Genomsnittlig årsnederbörd är 1 209 millimeter. Den regnigaste månaden är juli, med i genomsnitt 276 mm nederbörd, och den torraste är december, med 10 mm nederbörd.